# 程崇德
程崇德（1913年—？），男，安徽安庆人，中国造林专家，曾任国营林场管理总局副总工程师、高级工程师，中国林学会常务理事。